# Как козлик землю держал
«Как козлик землю держал» — советский рисованный мультипликационный фильм Владимира Полковникова, созданный на киностудии «Союзмультфильм» в 1974 году. Последняя работа режиссёра Владимира Полковникова.

## Сюжет
По опушке леса, по лугу гуляет Козлик с колокольчиком на шее. По лесу идёт старый Волк, которому не нравятся ни яркое солнце, ни пёстрые луговые цветы, ни звон колокольчика. Старый волк гонит Козлика. Козлик извиняется и убегает. Во время прогулки он встречает разных зверушек и в конце пути диковинную перелётную птицу. Она говорит, что облетела всю Землю. Земля очень красивая и похожа на большое яблоко. Тут начинается гроза и ураган. Козлик видит, как с яблони падает от ветра яблоко, и решает, что ураган может сорвать и всю Землю. Козлик решает удержать Землю. Он меняет самое дорогое, что у него есть: свой колокольчик — на веревочку, а подковку «на счастье» — на колышек. Вбивает колышек и за веревочку во время грозы держит Землю, чтобы она не упала. Не боится ни молний, ни ветра, ни Волка. Когда гроза заканчивается, старый Волк узнаёт, что Козлик всё это время бесстрашно один держал Землю и всё, что на ней. Старый Волк благодарит Козлика. Остальные звери за его храбрость возвращают ему колокольчик и подковку. А перелётная птица говорит: «Самое главное в грозу — Землю держать!».

## Создатели
| Авторы сценария            | Генрих Сапгир, Геннадий Цыферов |
| Режиссёр                   | Владимир Полковников |
| Художники-постановщики     | Александр Винокуров, Пётр Репкин |
| Композитор                 | Виктор Купревич |
| Оператор                   | Михаил Друян |
| Звукооператор              | Борис Фильчиков |
| Монтажёр                   | Любовь Георгиева |
| Ассистент режиссёра        | Татьяна Домбровская |
| Художники-мультипликаторы: | Наталия Богомолова, Рената Миренкова, Марина Рогова, Николай Фёдоров, Олег Комаров, Виктор Арсентьев, Александр Мазаев, Лидия Модель |
| Роли озвучивали:           | Алексей Грибов, Мария Бабанова, Рина Зелёная, Мария Виноградова, Тамара Дмитриева                                                    |
| Редактор                   | Наталья Абрамова |
| Директор картины           | Фёдор Иванов |